# 2MASS J16173168+4019003
2MASS J16173168+4019003 ist ein L4-Zwerg im Sternbild Herkules. Er wurde 2006 von Kuenley Chiu et al. entdeckt.